# 圣吉米尼亚诺
圣吉米尼亚诺（義大利語：San Gimignano）是意大利中北部托斯卡纳大区锡耶纳省的一个城墙环绕的中世纪小城，主要以中世纪建筑，尤其是城外数公里就可看见的塔楼闻名，此外还出产白葡萄酒。《米其林旅游指南》评为“三星级旅游推荐”（最高级别）。

## 历史
公元前3世纪，圣吉米尼亚诺形成伊特鲁里亚人的村落。10世纪开始见于文献记载，以赶走匈人阿提拉的当地主教吉米尼亚诺来命名此地。在中世纪和文艺复兴时期，该城是前往罗马朝圣的人们歇脚之处。该城的发展还得益于附近肥沃丘陵地带的农产品贸易。1199年，该市正处于繁荣顶峰时期和取得独立。教宗联盟和皇帝联盟之间的分裂困扰着这个中世纪城镇的内部生活，不过他们还是设法用艺术品和建筑来修饰自己。
这座城市的名字来自于公元397年在此地逝世的天主教圣人吉米尼亚诺。
1300年5月8日，圣吉米尼亚诺接待但丁·亚利基利担任教宗联盟驻托斯卡尼大使。
该市的繁荣结束于1348年黑死病袭击欧洲，迫使它屈从于佛罗伦萨。圣吉米尼亚诺演变为次要城镇，直到19世纪开始成为旅游和艺术胜地。

## 名胜
其他城市，如波伦亚和佛罗伦萨的全部或大部分塔楼都已经因为战争、灾祸或城市改造而消失，而圣吉米尼亚诺却保留了14座不同高度的塔楼，成为它的国际符号。
圣吉米尼亚诺有许多教堂，其中主要的2座为Collegiata 教堂（前主教座堂）和Sant'Agostino 教堂，收藏一些意大利文艺复兴主要艺术家的许多作品。 

城镇的中心有4个广场：水井广场、主教座堂广场、Pecori广场和delle Erbe广场。主要街道为Via San Matteo 和 Via San Giovanni, 从南向北纵贯城市。

## 文化
圣吉米尼亚诺是诗人Folgore da San Gimignano的出生地圣吉米尼亚诺附近14世纪修道院。

## 世界遗产
该世界遗产被认为满足世界遺產登錄基準中的以下基準而予以登錄：
- （i）表现人类创造力的经典之作。
- （iii）呈现有关现存或者已经消失的文化传统、文明的独特或稀有之证据。
- （iv）关于呈现人类历史重要阶段的建筑类型，或者建筑及技术的组合，或者景观上的卓越典范。

## 图片

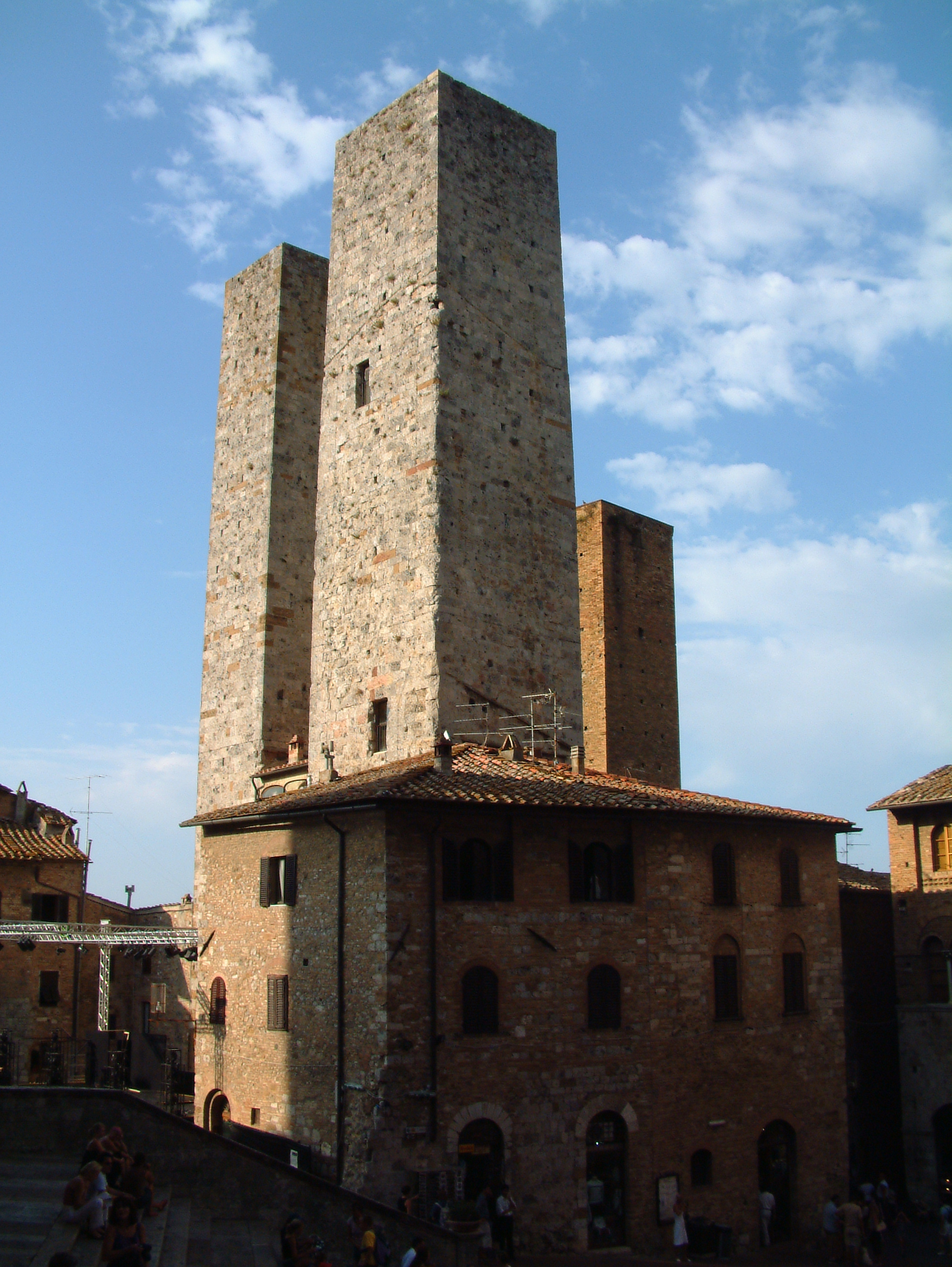
Salvucci 双塔
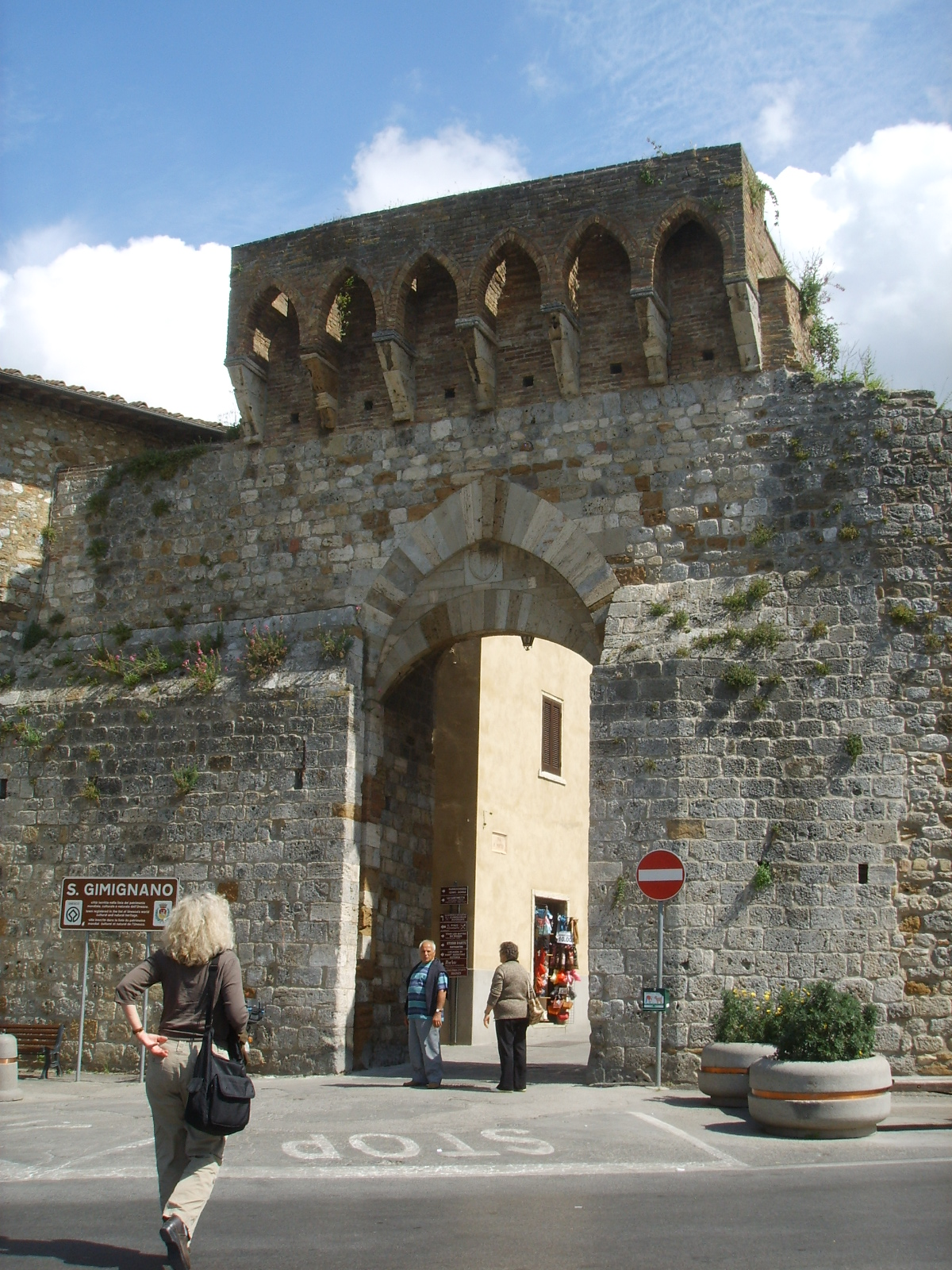
入口
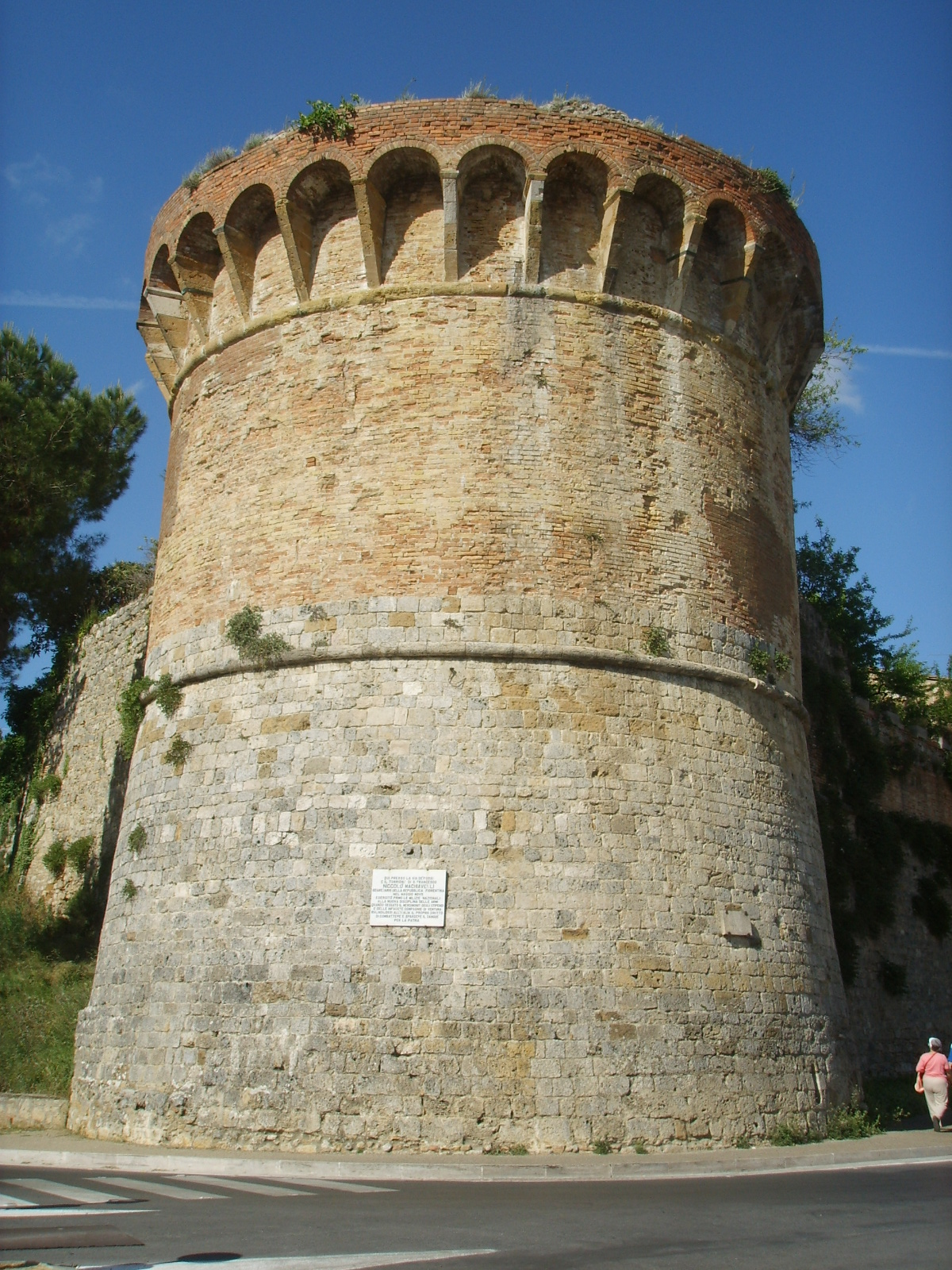
城墙的一个棱堡
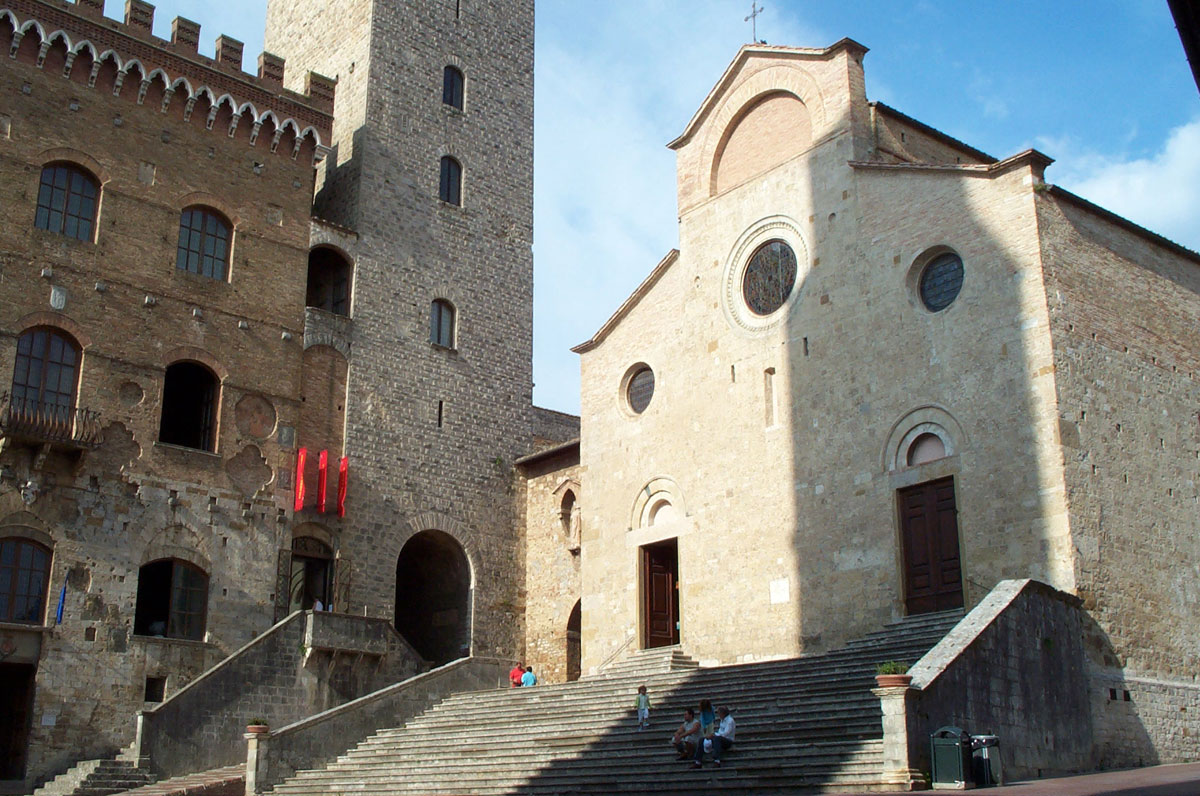
以壁画著称的Collegiate 教堂
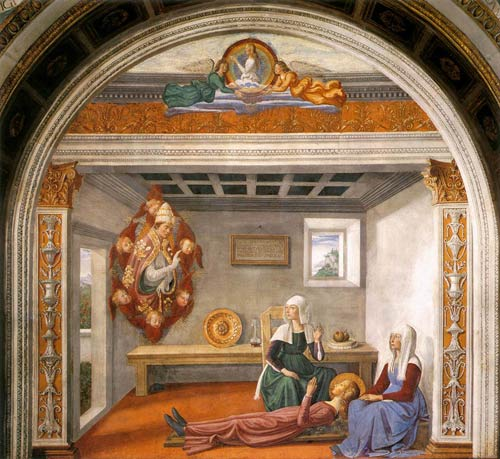
教堂中的圣Fina壁画